# Bronisław Ryniak

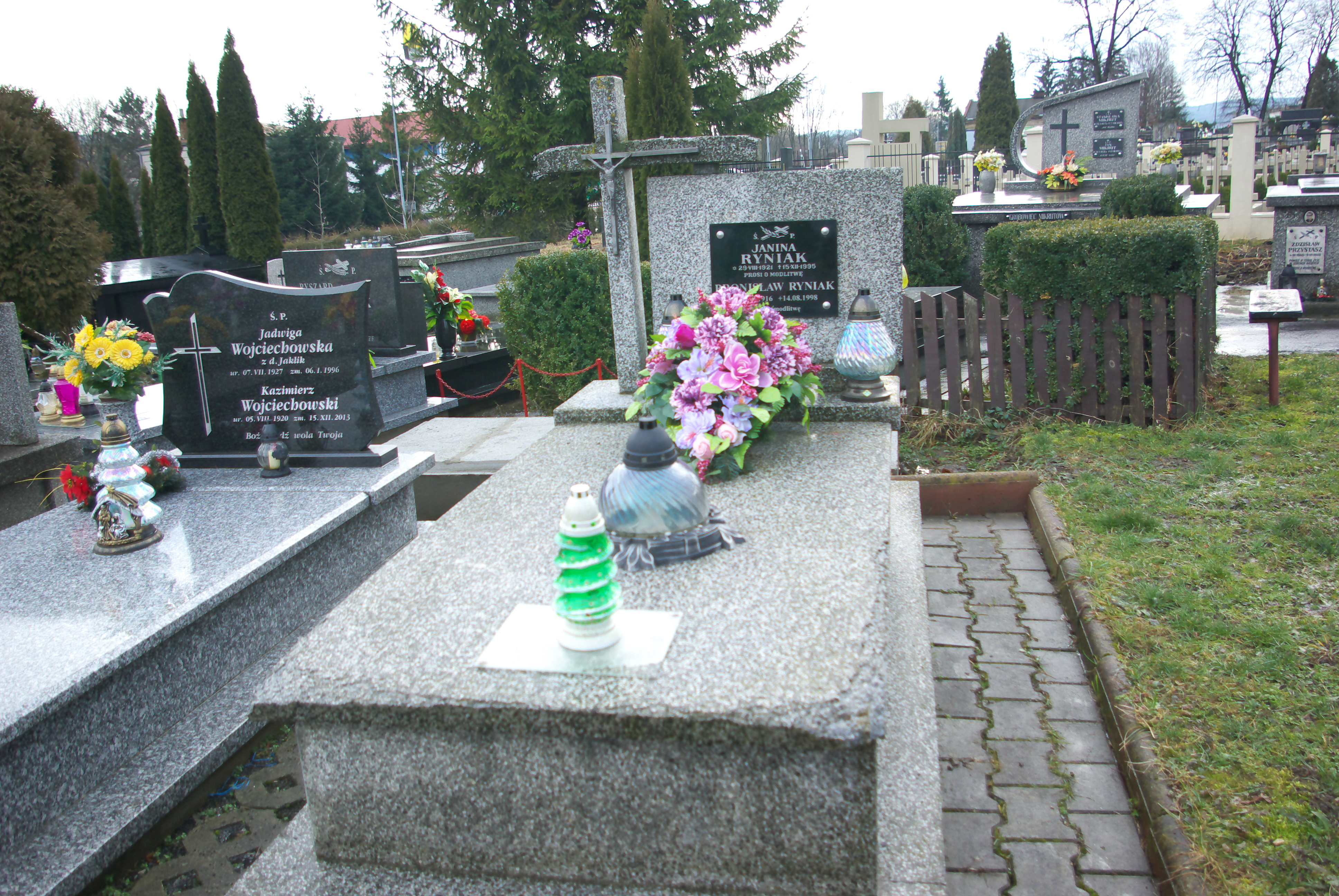
Grobowiec Bronisława i Janiny Ryniak

Bronisław Ryniak (ur. 22 sierpnia 1916, zm. 14 sierpnia 1998) – polski żołnierz, uczestnik II wojny światowej, pracownik związany z Sanokiem.

## Życiorys
Urodził się 22 sierpnia 1916. W okresie II Rzeczypospolitej został pracownikiem Fabryki Maszyn i Wagonów w Sanoku, gdzie w 1936 podjął naukę w zawodzie lakiernika. Po wybuchu II wojny światowej brał udział w kampanii wrześniowej kończąc szlak bojowy na Lubelszczyźnie. Został wzięty do niewoli niemieckiej, z której zbiegł i powrócił do Sanoka. Po zdobyciu przez Armię Czerwoną  w czasie operacji wschodniokarpackiej Sanoka, latem 1944 został funkcjonariuszem Milicji Obywatelskiej i jako funkcjonariusz Komendy Powiatowej MO w Lesku służył do 1946, biorąc udział w walkach przeciwko polskiej partyzantce antykomunistycznej i Ukraińskiej Powstańczej Armii.
Po wojnie ponownie podjął pracę w Sanockiej Fabryce Wagonów (późniejszy Autosan), gdzie pracował jako lakiernik. W 1976 obchodził jubileusz 40-lecia pracy zawodowej w sanockiej fabryce. W połowie 1978 przeszedł na emeryturę. Zarówno podczas czasu zatrudnienia (od 1936), jak i po odejściu z pracy był członkiem zakładowej orkiestry dętej. Był członkiem Koła Miejsko-Gminnego Związku Bojowników o Wolność i Demokrację w Sanoku.
Wieloletnimi przyjaciółmi Bronisława Ryniaka, w szkole, w zakładzie pracy oraz podczas walk i uwięzienia w II wojnie światowej, byli Piotr Haduch i Stanisław Żwirek.
Zmarł 14 sierpnia 1998. Został pochowany na Cmentarzu Centralnym w Sanoku.
Jego żoną była Janina (1921-1995).

## Odznaczenia
- Krzyż Kawalerski Orderu Odrodzenia Polski (1976)[2].
- Medal „Za udział w wojnie obronnej 1939” (1982)[1].